# Курды в США
Курды в США — американцы курдского происхождения — это мигранты из Курдистана и стран бывшего Советского Союза. Курдская эмиграция в США началась в XX веке и выросла за последние годы. Курды в США — мусульмане, имеется незначительное число суфистов, алевитов. Также встречаются езиды и христиане. Несмотря на культурные различия, которые существуют в курдском населении, маргинализация и преследование курдского народа привели к возрождению курдской национальной идентичности. В последние годы, интернет сыграл большую роль в мобилизации курдского движения, объединения диаспор, курдов по всей Европе, США, Канаде и других областях. Сегодня американские курды играют ключевую роль в возрождении нового курдского национального движения.

## История
Курдская иммиграция в США началась в XX веке после Первой мировой войны, ставшая следствием невозможности создания своего государства.
Вторая волна пришлась на 1979 год, когда курды бежали из Северной части Ирака и из Ирана. Основной причиной стало неприятие теократической системы иранской революции. Были также большие группы курдов, которые мигрировали из-за социально-политических потрясений и нестабильности. Многие из иммигрантов, которые покинули Иран в 1979 году, пытались свергнуть шаха или были против него. Также большой миграционный поток пришёлся на Ирано-Иракскую войну с 1980—1988 гг.
Третья волна курдской иммиграции пришлась в период между 1991 и 1992 годами и считается самой крупной из всех волн. Эта волна была отчасти вызвана курдской поддержкой Ирана в ирано-иракской войне, когда ответом Саддама Хусейна стали химические атаки на Курдистан. Самая ужасная и печальная атака произошла на Халабджу в 1988 году. Несмотря на это, широкая поддержка Ирана со стороны иракских курдов в ирано-иракской войне вызвала серьезные внутренние разногласия внутри курдского населения. Тысячи курдов переехала в США в этот период.
Последняя крупная волна курдской миграции в Соединённые Штаты, а именно в Нашвилл (который имеет наибольшую курдскую общину в стране), произошла в период с 1996 по 1997 год, после крупной гражданской войны между двумя основными политическими партиями Иракского Курдистана, Демократическая партия Курдистана (ДПК) и Патриотический союз Курдистана (ПСК). Международная организация по миграции инициировала эвакуацию. Курдские беженцы пересекли турецкую границу, после чего они были эвакуированы в Гуам — военный форпост в западной части Тихого океана, а позднее — переселились в США.
После 2008 года, некоторые курды эмигрировали в США. Многие из них работают в сфере военных или международных гуманитарных организаций и других НПО.

## Демография и расселение
Общее число курдов в Соединённых Штатах, согласно переписи 2000 г. составляет 9423 человек. Более поздние подсчёты оценивают общее количество курдов в США около 15 361. Город Нэшвилл, штат Теннесси имеет самую большую курдскую диаспору в США. По переписи населения 2000 года курдское население в Теннесси составляет 2405 человек, а в городе Нэшвилл курдское население — 1770 человек.
Нэшвилл известен как «Маленький Курдистан». Считается, что в городе сейчас живёт от 8000 - 11000 курдов. Сегодня в Соединённых Штатах курдское население составляет около 58000 человек, большинство из которых переехали из Ирана. Считается, что иранские курды составляют 23000 человек в Соединённых Штатах.
Во время войны в Персидском заливе 1991 года около 10000 иракских беженцев перебрались в США, большинство из них были курдскими шиитами, которые помогали или были сторонниками США в войне. Помимо Нешвилла курды также проживают в Южной Калифорнии, Лос-Анджелесе и Сан-Диего.

## Курдские религии в США
Большинство курдов - последователи ислама суннитского толка, есть также мусульмане шииты, иудаисты, христиане, алавиты, езиды, ярсаны, зороастрийцы, бабис и последователи различных суфийских и мистических учений, некоторые из них сформировали свои собственные суб-сообществ в Соединенных Штатах.